# ルイ・フェデルブ
ルイ・レオン・セザール・フェデルブ（Louis Léon César Faidherbe、1818年6月3日 – 1889年9月29日）は、フランスの軍人、植民地行政官。

## 来歴

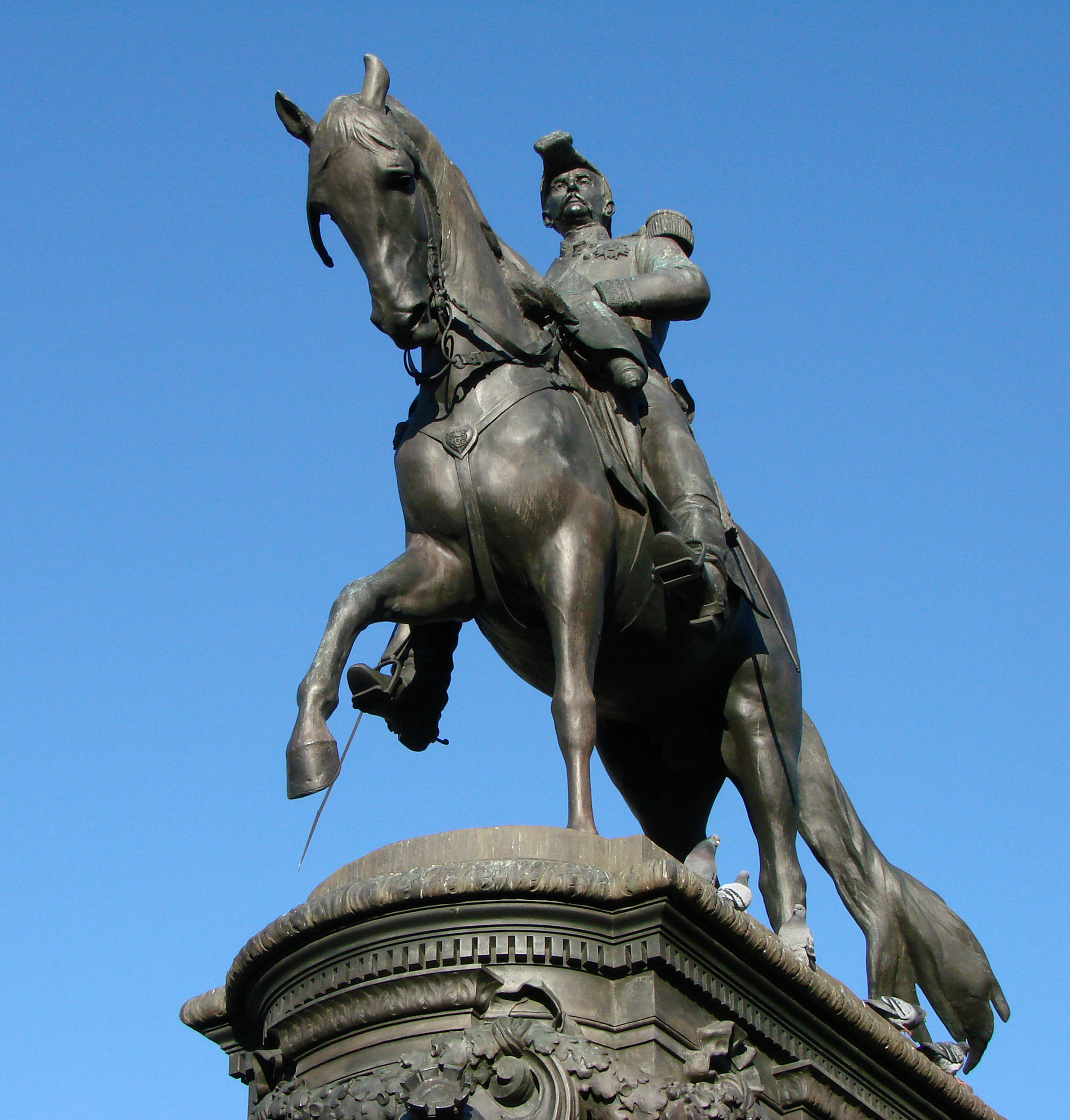
マリウス・ジャン・アントナン・メルシエによる銅像（リール）

エコール・ポリテクニークを卒業後、1840年に入隊。1954年に工兵隊の司令官に昇任し、フランス領セネガル知事に任命される。
それまでセネガル沿岸部にとどまっていたフランスの権益を内陸部にまで拡張し、1855年にはマリのカイに城砦を建てる。1857年にダカール占領、1860年にニジェール河岸まで勢力を拡大。フランス領セネガル総督を1865年まで務めた後、1870年からは普仏戦争に北方軍司令官として参戦。
軍歴のほか地理学者、考古学者、国会議員としても活躍している。
1889年、死去。パリメトロ8号線「フェデルブ＝シャリニー駅」はルイ・フィデルブの名にちなむ。